# Heinrich Ursprung (Biologe)

Heinrich Ursprung

Heinrich Peter Klaus Ursprung (* 13. März 1932 in Bad Zurzach; † 17. Februar 2024) war ein Schweizer Biologe und Wissenschaftsmanager. Er war Präsident der ETH Zürich, Präsident des Schweizerischen Schulrates und Staatssekretär für Wissenschaft und Forschung.

## Leben
Ursprung ging zunächst in seinem Geburtsort Zurzach zur Schule und absolvierte 1952 die B-Matura an der Kantonsschule Aarau, wo er der Mittelschulverbindung Argovia beitrat. Danach studierte er Naturwissenschaften an der Universität Zürich, 1956 schloss er sein Studium mit dem «Diplom als Naturwissenschaftler» ab. 1959 promovierte er im Fach Biologie. Danach ging er in die USA, von 1961 und 1969 war er als Forschungsassistent und Assistenzprofessor, ausserordentlicher Professor und schliesslich ordentlicher Professor an der Johns Hopkins University in Baltimore, Maryland, tätig.
1969 wurde er als Professor für Zoologie an die ETH Zürich berufen, wo er sich vor allem mit Entwicklungsbiologie befasste. Von 1973 bis 1987 war er Präsident der ETH Zürich und von 1987 bis 1990 Präsident des Schweizerischen Schulrates. Zwischen 1990 und 1997 war er Direktor der «Gruppe für Wissenschaft und Forschung» im Eidgenössischen Department des Innern, ab 1992 hatte er den Titel eines Staatssekretärs inne.
Heinrich Ursprung verstarb im Februar 2024 im Alter von 91 Jahren.

## Auszeichnungen (Auswahl)
- Fellow des Imperial College, London
- Dr. techn. h. c. des Technion – Israel Institute of Technology, Haïfa
- Dr. techn. h. c. der Technischen Hochschule Lund
- Ehrenmitglied der Schweizerischen Akademie der Technischen Wissenschaften
- Träger der Wilhelm-Exner-Medaille (1996)[2]
- Grosses Goldenes Ehrenzeichen mit dem Stern für Verdienste um die Republik Österreich[3] (1999)